# Копашново
Копа́шново (укр. Копашново) — село, входит в Хустскую городскую общину Хустского района Закарпатской области Украины.
Население по переписи 2001 года составляло 3161 человек. Почтовый индекс — 90433. Телефонный код — 3142. Код КОАТУУ — 2125384001.

## Известные уроженцы
- В селе родился епископ Русской Православной Церкви Ефимий (Шутак).